# Léon Brillouin
Léon Nicolas Brillouin (ur. 7 sierpnia 1889 w Sèvres - zm. 4 października 1969 w Nowym Jorku) – francuski fizyk. Profesor m.in. Sorbony i Uniwersytetu Harwarda. Autor prac dotyczących mechaniki kwantowej i teorii ciała stałego. Współtwórca pasmowej teorii ciała stałego. Zajmował się także cybernetyką, teorią informacji i filozoficznymi problemami nauki.